# Lambda Aquarii

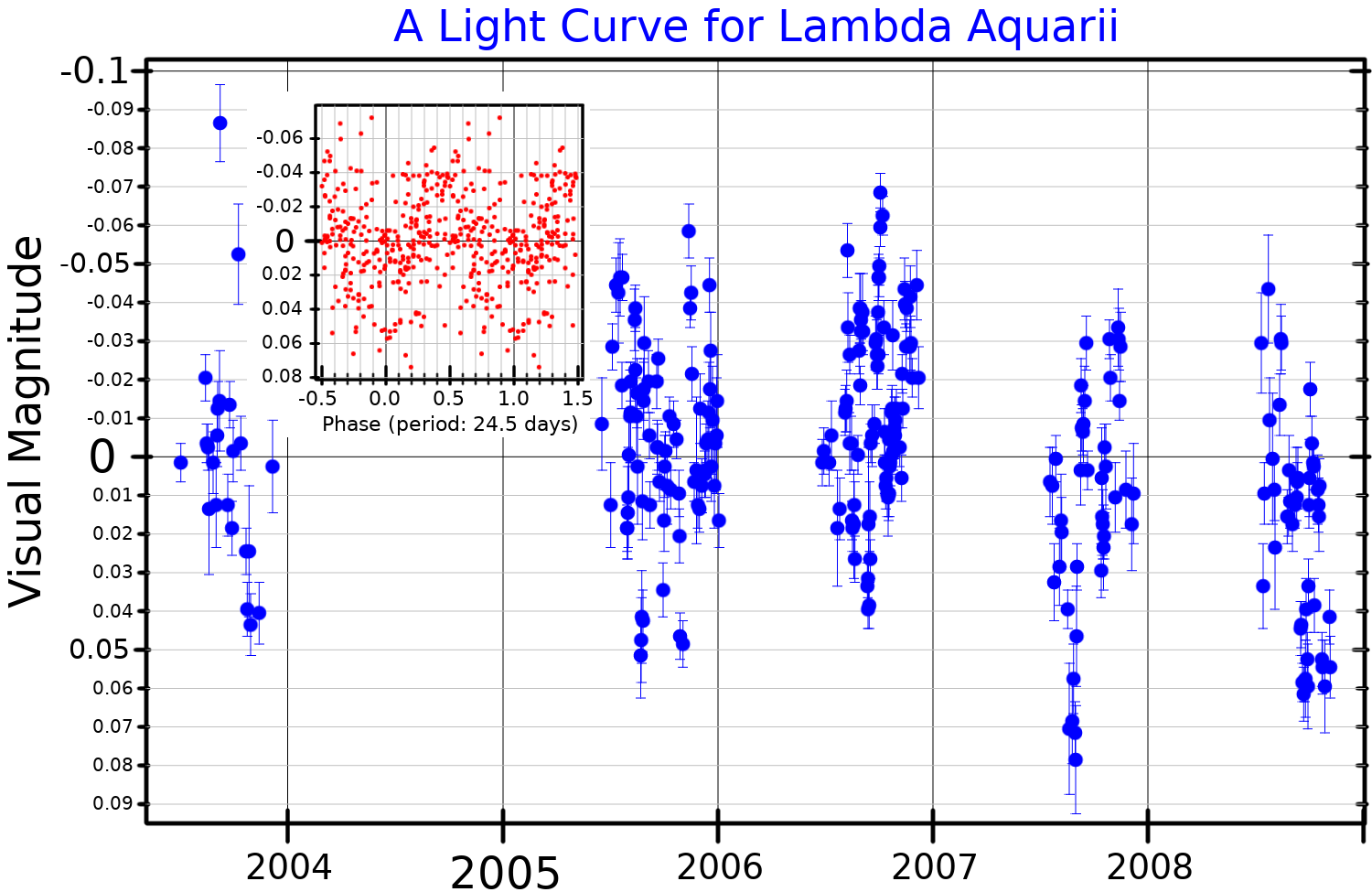
Lichtkromme van Lambda Aquarii

Lambda Aquarii is een ster in het sterrenbeeld Waterman. De ster heeft de traditionele namen Hydor en Ekkhysis die respectievelijk van de Griekse woorden  ὕδωρ (water) en  ἔκχυσις (het uitgieten) komen. Lambda Aquarii heeft een magnitude van 3,72, waarmee het zichtbaar is met het blote oog.
Lambda Aquarii bevindt zich, vanaf de Aarde gezien, een halve graad ten zuiden van de Ecliptica, hetgeen betekent dat deze ster bedekt kan worden door de maan, en er occultaties kunnen plaatsvinden met de planeten.
Waarnemers in de Benelux kunnen, aan de hand van Lambda Aquarii, op zoek gaan naar de gordel van geostationaire satellieten. De telescoop met volgmechanisme dient naar Lambda Aquarii of de zich een halve graad ten noordoosten ervan bevindende ster 78 Aquarii gericht te worden, de geostationaire satellieten bewegen traag doorheen het beeldveld.